# جانی آکوستا
جانی آکوستا (اسپانیایی: Johnny Acosta‎؛ زادهٔ ۲۱ ژوئیهٔ ۱۹۸۳) یک بازیکن فوتبال اهل کاستاریکا است.
وی همچنین در تیم ملی فوتبال کاستاریکا بازی کرده‌است.